# Ippolito Andreasi

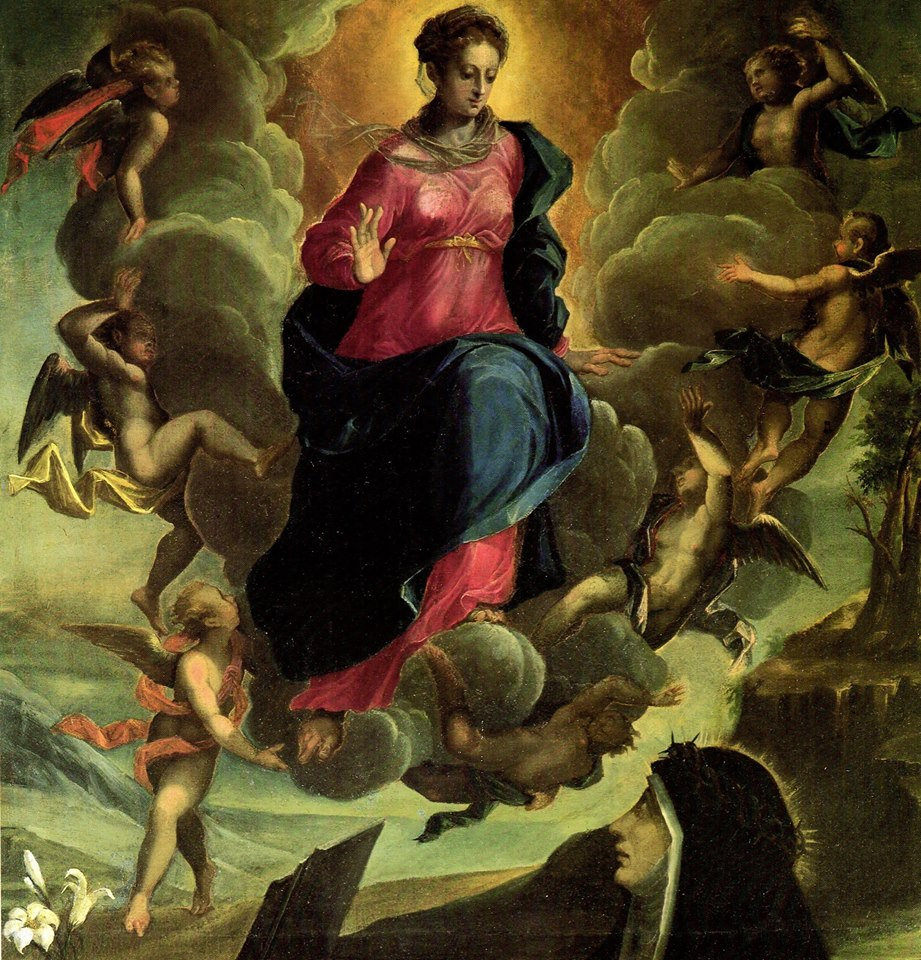
Ippolito Andreasi, lAssunta con Osanna Andreasi

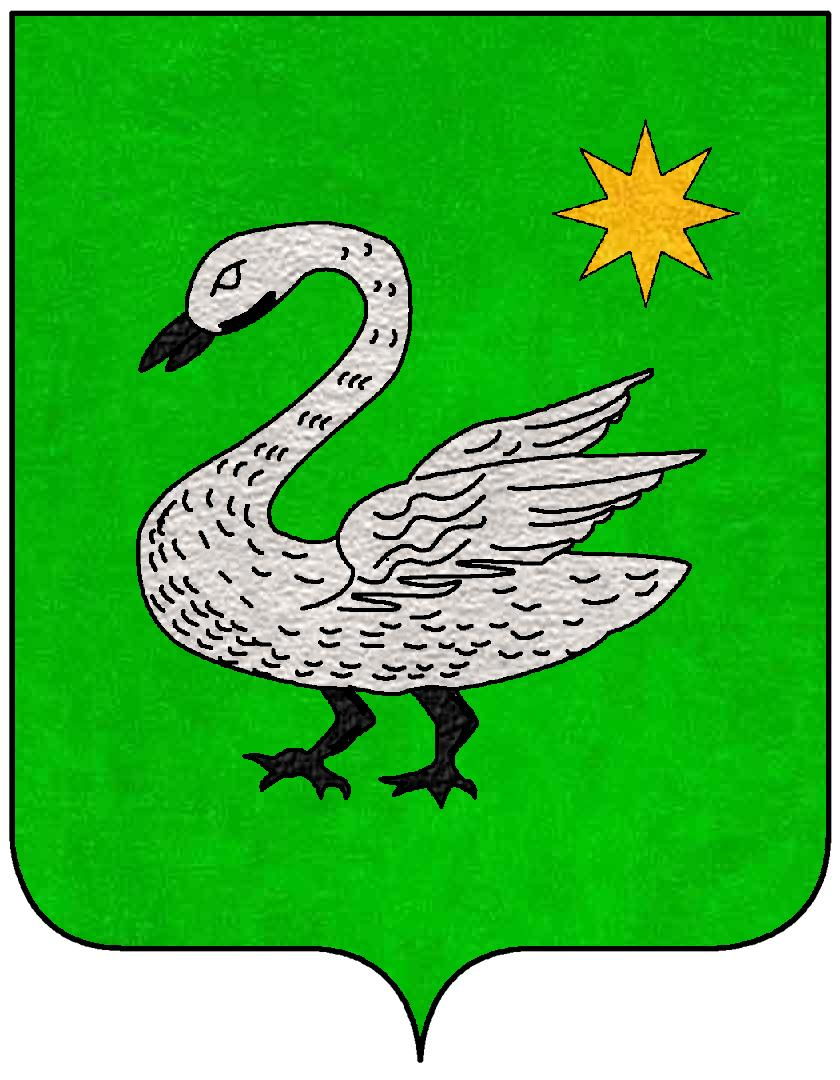
Stemma degli Andreasi

Ippolito Andreasi, noto come l'Andreasino (Mantova, 1548 – Mantova, 5 giugno 1608), è stato un pittore italiano.

## Biografia
Esponente del Rinascimento, Andreasi fu allievo di Lorenzo Costa il Giovane, della cerchia di Giulio Romano, e operò prevalentemente a Mantova, sua città natale, in quanto fu uno dei pittori prediletti dai Gonzaga. 
Collaborò con Teodoro Ghisi ad affrescare il soffitto e la cupola del Duomo di Mantova, opera nella quale s'intravede l'influenza del Parmigianino. Collegato al Duomo da un corridoio il Santuario Dell'Incoronata conserva affreschi attribuiti all'Andreasino raffiguranti la Pentecoste (Maria tra gli Apostoli) e Il transito di Maria. Per le caratteristiche di alcune sue opere l'Andreasi viene classificato come un protobarocco.

## Opere
- Annunciazione, Chiesa di S. Maria del Castello, Viadana (Mn), 1602;
- L'Assunta con la Beata Osanna Andreasi, Chiesa dell'Assunzione della B.V. Maria, Carbonara di Po (Mn);
- La Maddalena, Basilica Palatina di Santa Barbara, Mantova;
- la Madonna con il Bambino e le sante Caterina e Lucia, Chiesa di Sant'Eufemia, Verona.
- San Luigi Gonzaga, Duomo di Mantova
- Giudizio Universale, Chiesa di San Leonardo, Mantova